# Långsjö, Åland
Långsjö är en sjö i Saltviks kommun i Åland (Finland). Den ligger i den nordöstra delen av landskapet, 26 km norr om huvudstaden Mariehamn. Långsjö ligger 22,8 meter över havet. Den ligger på ön Fasta Åland. Arean är 45,8 hektar och strandlinjen är 5,3 kilometer lång. Sjön  ingår i Skärgårdshavets kustområde, Åland.   Se även Södra Långsjön, som är den södra sjön, åtskild med ett smalt näs.